# Lagtjärnen, Norrbotten
Lagtjärnen är en sjö i Bodens kommun i Norrbotten och ingår i Råneälvens huvudavrinningsområde. Lagtjärnen ligger i Råneälven Natura 2000-område.